# Atletica leggera ai XVIII Giochi panamericani - Lancio del giavellotto maschile
La specialità del lancio del giavellotto maschile dei XVIII Giochi panamericani si è svolta il 10 agosto 2019 all'Estadio Atlético de la Villa Deportiva Nacional di Lima, in Perù.
La gara è stata vinta dal grenadino Anderson Peters, che ha preceduto il campione in carica trinidadiano Keshorn Walcott (argento), e Albert Reynolds (bronzo).
Anderson Peters, grazie alle misura di 87,31 metri, ha stabilito il nuovo record dei Giochi ed il record nazionale.

## Situazione pre-gara
Prima di questa competizione, il record del mondo (WR) e il record dei Giochi pamericani (RG) erano i seguenti.
| Record            | Prestazione | Atleta                  | Data                                  | Competizione            |
| ----------------- | ----------- | ----------------------- | ------------------------------------- | ----------------------- |
| Record mondiale   | 98,48 m     | Jan Železný Rep. Ceca   | 25 maggio 1996 Jena (Germania)        |                         |
| Record dei Giochi | 87,20 m     | Guillermo Martínez Cuba | 28 ottobre 2011 Guadalajara (Messico) | XVI Giochi panamericani |

## Programma
| Data           | Ora   | Evento |
| -------------- | ----- | ------ |
| 10 agosto 2019 | 15:45 | Finale |

## Risultati

### Finale
I risultati della gara sono stati i seguenti.
| Class   | Nome            | Nazione           | #1    | #2    | #3    | #4    | #5    | #6    | Misura | Note                                 |
| ------- | --------------- | ----------------- | ----- | ----- | ----- | ----- | ----- | ----- | ------ | ------------------------------------ |
| Oro     | Anderson Peters | Grenada           | 87.31 | 81.78 | 78.92 | 85.90 | 81.21 | x     | 87.31  | Record dei Giochi · Record nazionale |
| Argento | Keshorn Walcott | Trinidad e Tobago | 83.55 | 82.92 | 82.92 | x     | x     | 75.54 | 83.55  |                                      |
| Bronzo  | Albert Reynolds | Saint Lucia       | 76.91 | 75.93 | 77.51 | 73.64 | 77.56 | 82.19 | 82.19  | Record nazionale                     |
| 4       | Michael Shuey   | Stati Uniti       | x     | 73.21 | 78.02 | 80.35 | x     | 80.72 | 80.72  |                                      |
| 5       | Markim Felix    | Grenada           | 77.18 | 72.47 | 74.77 | 69.26 | 71.18 | 72.30 | 77.18  |                                      |
| 6       | Shakiel Waithe  | Trinidad e Tobago | 71.80 | x     | 76.15 | x     | x     | –     | 76.15  |                                      |
| 7       | Arley Ibargüen  | Colombia          | 72.51 | 74.85 | 74.46 | 70.69 | x     | 67.97 | 74.85  |                                      |
| 8       | Dayron Márquez  | Colombia          | 73.15 | 73.99 | 71.88 | 73.17 | 71.58 | 72.71 | 73.99  |                                      |
| 9       | Francisco Muse  | Cile              | 69.33 | 72.84 | 72.84 |       |       |       | 72.84  |                                      |
| 10      | Curtis Thompson | Stati Uniti       | 64.28 | x     | 65.39 |       |       |       | 65.39  |                                      |